# Discocactus

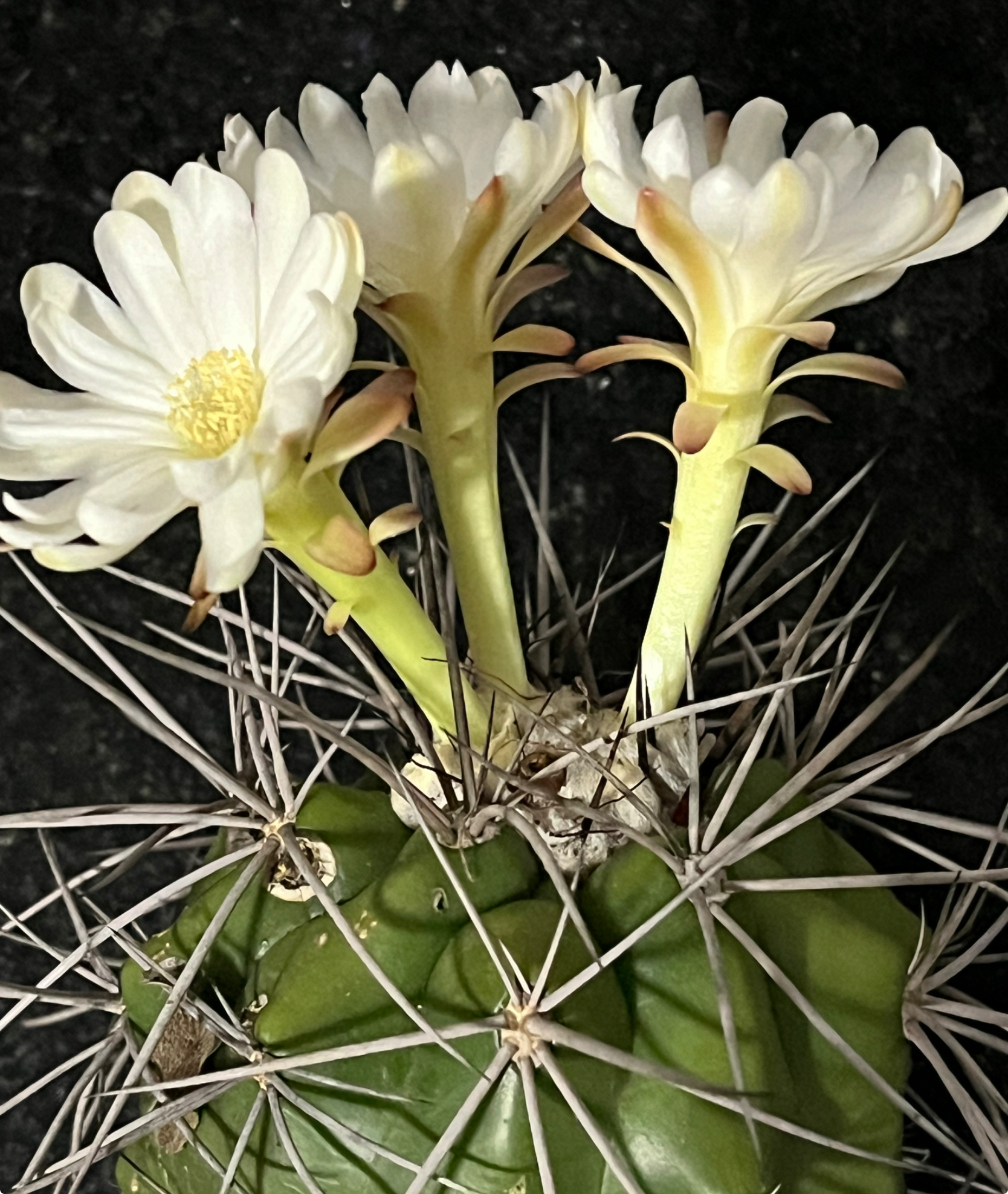
Discocactus braunii aus Goias, blühend

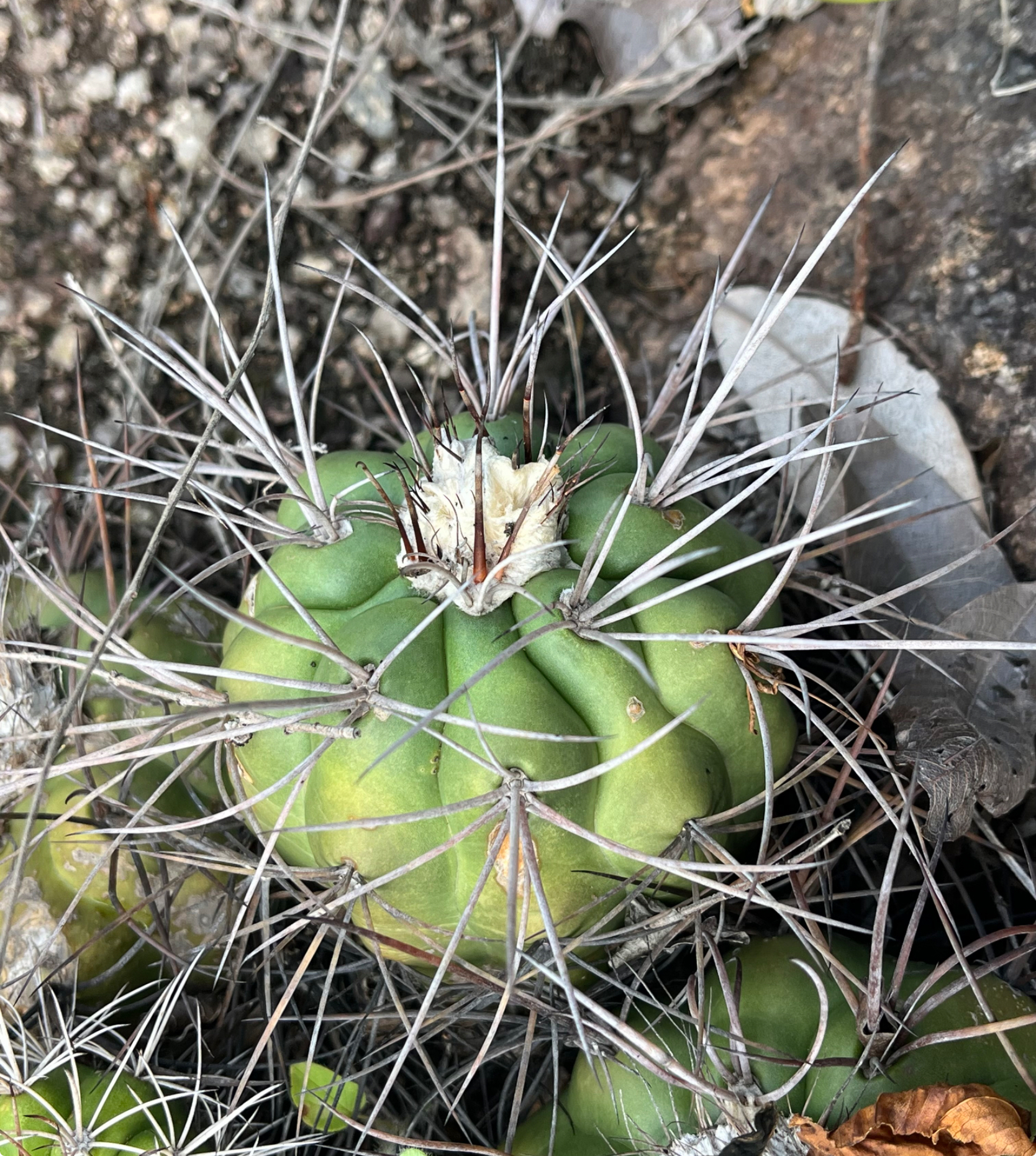
Discocactus braunii am Typstandort in Goias

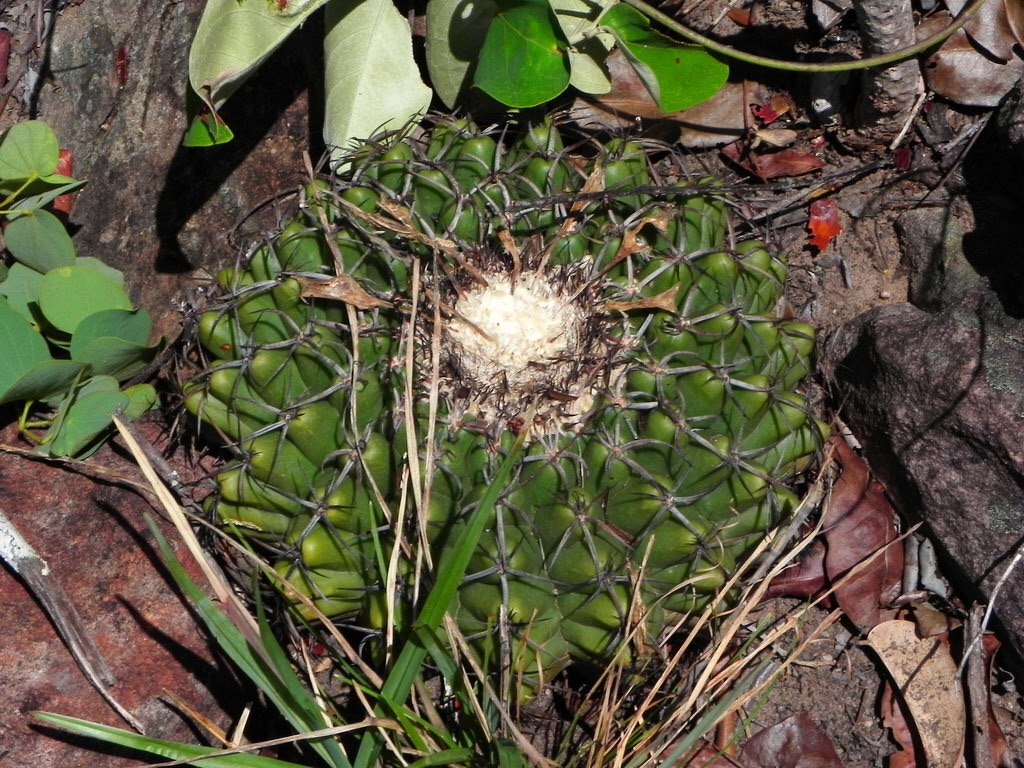
Discocactus fariae-peresii mit vielen Rippen, nahe Brasilia, am Typstandort

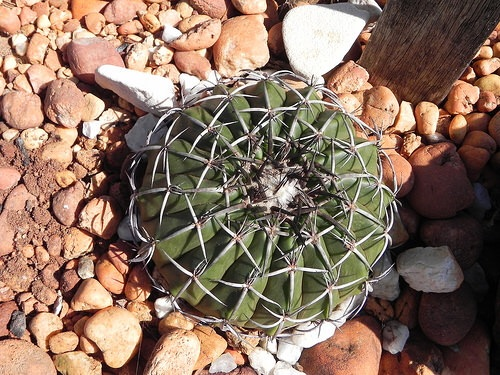
Discocactus placentiformis Diamantina

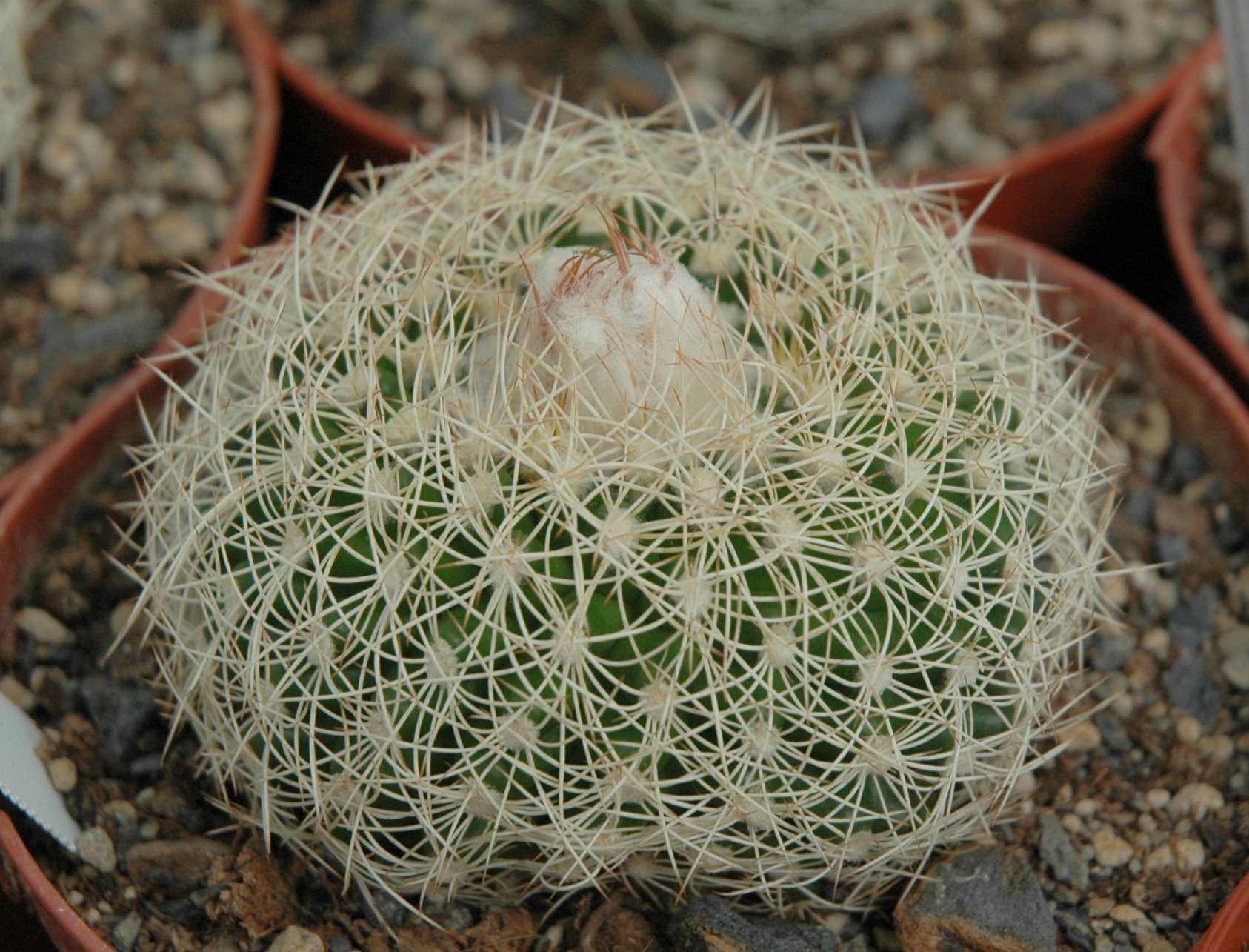
Discocactus zehntneri subsp. araneispinus

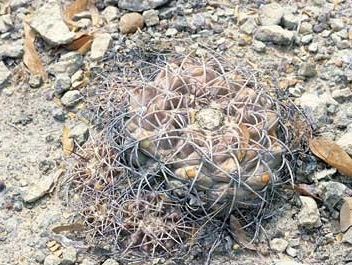
Discocactus bahiensis subsp. subviridigriseus, im Habitat, Sobradinho

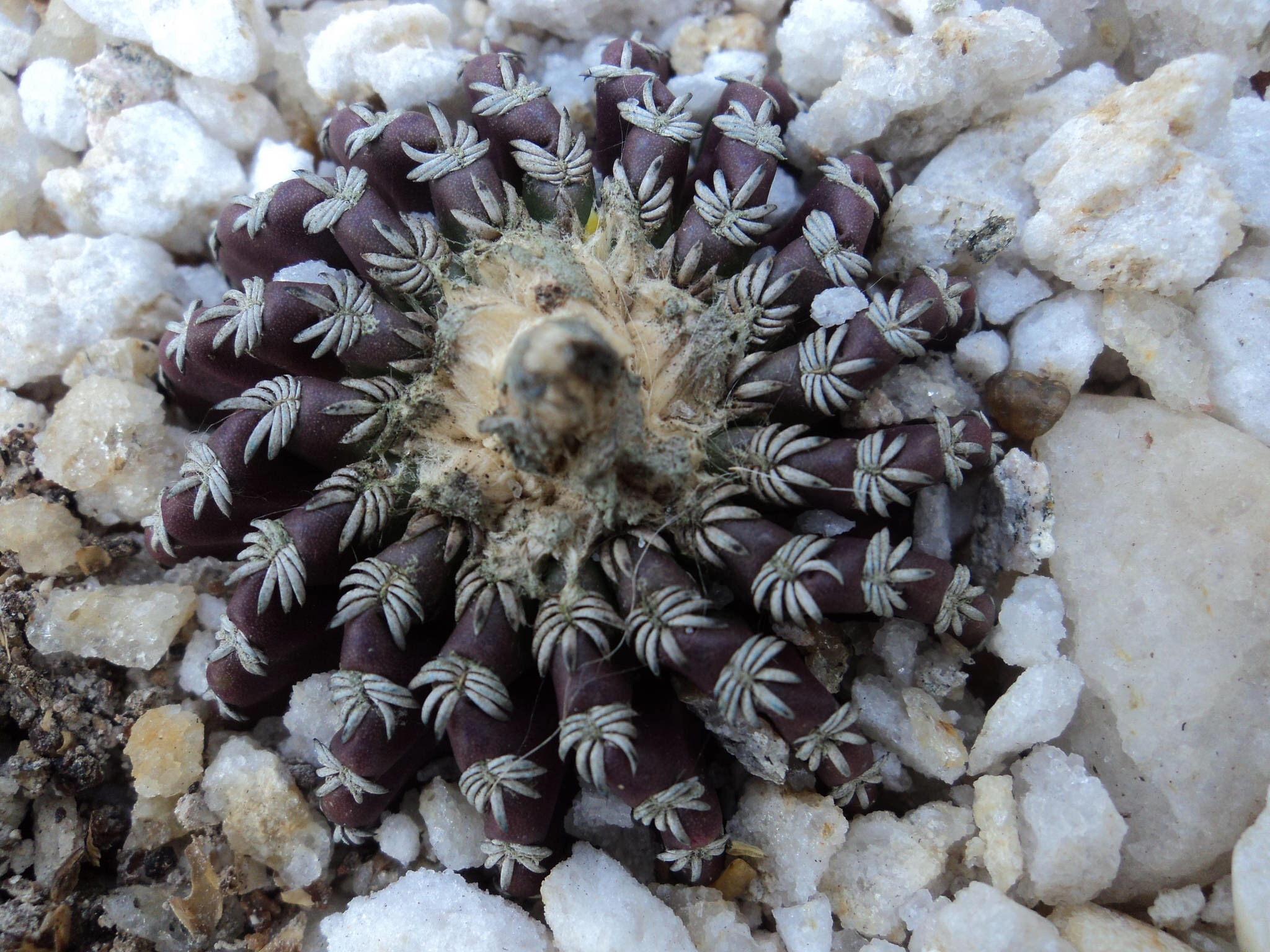
Discocactus horstii, im Habitat, Grao Mogol

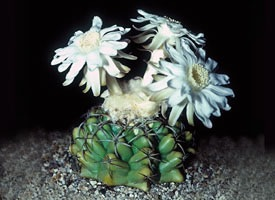
Discocactus heptacanthus, südlich Cuiaba

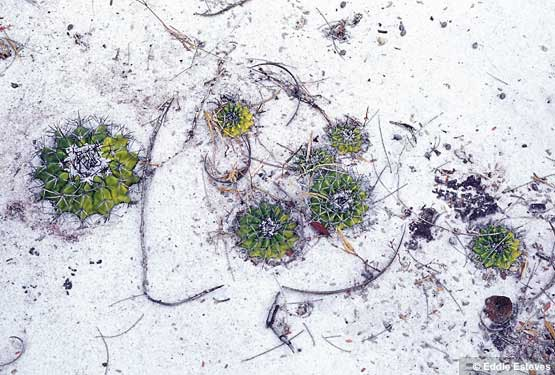
Discocactus pseudoinsignis, Grao Mogol

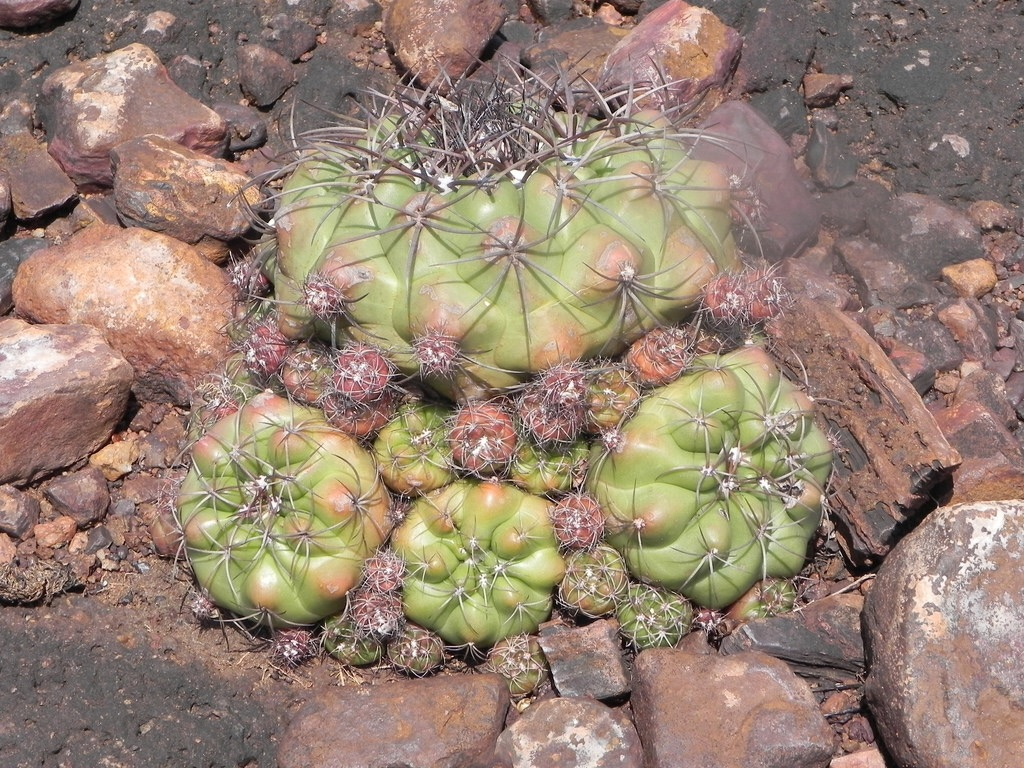
Discocactus ferricola, Corumba

Discocactus ist eine Pflanzengattung in der Familie der Kakteengewächse (Cactaceae). Der botanische Name leitet sich vom griechischen Substantiv „δίσκος“ (discos) für Diskus im Sinn von flach ab und verweist auf die abgeflachte, diskusähnliche Form der Pflanzen.

## Beschreibung
Die Arten der Gattung Discocactus sind gedrückt-kugelförmig bis kugelförmig und für gewöhnlich einzeln wachsende Pflanzen, mit meist zahlreichen, an der Basis etwas verbreiterten Rippen und gut ausgebildeten Warzen. Die Areolen sind in der Regel von meist kräftigen Dornen verdeckt. Das endständige, bis zu 4 Zentimeter hohe Cephalium ist etwas gedrückt. Es besteht aus weißer, gelblicher bis gräulich weißer Wolle und kann borstige Dornen aufweisen.
Die duftenden, weißen, trichter- oder tablettförmigen Blüten entstehen am Rand des Cephaliums und öffnen sich in der Nacht. Ihr an der Basis kahles Perikarpell ist weiter oben mit Schuppen bedeckt. Wolle oder Haare sind nicht vorhanden. Die schlanke Blütenröhre ist ebenfalls mit Schuppen bedeckt.
Die kugel- bis keulenförmigen bis länglichen, weißen bis rosafarbenen bis leuchtend roten Früchte sind kahl und leicht fleischig. Sie öffnen sich an einem senkrechten Spalt und besitzen einen ausdauernden Blütenrest. Die Früchte enthalten breit ovale bis fast kugelförmige, glänzende schwarze Samen, die 2 bis 2,5 Millimeter lang sind.

## Systematik und Verbreitung
Discocactus ist in Brasilien, im Osten von Bolivien und im Norden von Paraguay verbreitet.
Die Erstbeschreibung der Gattung wurde 1837 von Ludwig Georg Karl Pfeiffer vorgenommen. Die Typusart der Gattung ist Discocactus insignis.

### Systematik nach N.Korotkova et al. (2021)
Die Gattung umfasst folgenden Arten:
- Discocactus bahiensis Britton & Rose
- Discocactus boliviensis Buining & Brederoo
- Discocactus catingicola Buining & Brederoo
- Discocactus diersianus Esteves
- Discocactus fariae-peresii P.J.Braun
- Discocactus ferricola Buining & Brederoo
- Discocactus hartmannii (K.Schum.) Britton & Rose
- Discocactus heptacanthus (Barb.Rodr.) Britton & Rose
- Discocactus horstii Buining & Brederoo
- Discocactus placentiformis (Lehm.) K.Schum.
- Discocactus pseudoinsignis N.P.Taylor & Zappi
- Discocactus zehntneri Britton & Rose
  - Discocactus zehntneri subsp. zehntneri
  - Discocactus zehntneri subsp. boomianus (Buining & Brederoo) N.P.Taylor & Zappi
  - Discocactus zehntneri subsp. petr-halfarii (Zachar) M.R.Santos & M.C.Machado

Ein Synonym der Gattung ist Neodiscocactus Y.Itô (1981).

### Systematik nach E.F.Anderson/Eggli (2005)
Zur Gattung gehören die folgenden Arten:
- Discocactus bahiensis Britton & Rose
  - Discocactus bahiensis subsp. bahiensis
  - Discocactus bahiensis subsp. subviridigriseus (Buining & Brederoo) P.J.Braun & Esteves = Discocactus bahiensis Britton & Rose
- Discocactus ferricola Buining & Brederoo
- Discocactus heptacanthus (Barb.Rodr.) Britton & Rose
  - Discocactus heptacanthus subsp. heptacanthus
  - Discocactus heptacanthus subsp. catingicola (Buining & Brederoo) N.P.Taylor & Zappi ≡ Discocactus catingicola Buining & Brederoo
  - Discocactus heptacanthus subsp. magnimammus (Buining & Brederoo) N.P.Taylor & Zappi = Discocactus heptacanthus (Barb.Rodr.) Britton & Rose
- Discocactus horstii Buining & Brederoo
- Discocactus placentiformis (Lehm.) K.Schum.
- Discocactus pseudoinsignis N.P.Taylor & Zappi
- Discocactus zehntneri Britton & Rose
  - Discocactus zehntneri subsp. zehntneri
  - Discocactus zehntneri subsp. boomianus (Buining & Brederoo) N.P.Taylor & Zappi

2024 wurde Discocactus braunii Z.J.G. Miranda, Nguyen & Seringer entdeckt.
Ein Synonym der Gattung ist Neodiscocactus Y.Itô (1981).

## Nachweise

## Weiterführende Literatur
- M. C. Machado, D. C. Zappi, N. P. Taylor, E. L. Borba: Taxonomy and conservation of the Discocactus Pfeiff. (Cactaceae) species ocurring in the state of Bahia, Brazil. In: Bradleya. Band 23, 2005, S. 41–56 (doi:10.25223/brad.n23.2005.a7).